# MAROON-X
MAROON-X（M-dwarf Advanced Radial velocity Observer Of Neighboring eXoplanets）とは、マウナケア天文台群ジェミニ天文台ジェミニ北望遠鏡で使用されている天体観測用の分光器である。ドップラー分光法を通じて太陽系外惑星を観測することを主な目的としている。

## 概要
MAROON-Xはドップラー分光法（視線速度法）により太陽系外惑星を観測するために作られた。ドップラー分光法とは、恒星のスペクトルに表れるドップラー効果を通じて恒星の視線速度の変化を記録し、その恒星を公転する惑星の軌道や質量を調べる観測技法である。MAROON-Xは新しい系外惑星の検出や、TESSなど他のプロジェクトが検出した惑星候補のフォローアップに使われる。2018年時点の記述では、VLT望遠鏡のESPRESSO、ホビー・エバリー望遠鏡のHPF、すばる望遠鏡の赤外線ドップラー装置 (IRD) と並んで、8～10メートル級望遠鏡に新設される新世代のドップラー分光法用分光器の1つと位置付けられていた。
MAROON-Xは特に赤色矮星を親星とする惑星系の観測に適している。視線速度の長期安定性は要求値が0.7m/s、目標が0.5m/sである。K型主系列星や赤色矮星の観測では0.5m/sを超える精度を達成でき、見かけのV等級が16より明るい中・晩期赤色矮星という条件で秒速1メートルより優れた精度を発揮できるとされている。太陽系近傍の中・晩期の赤色矮星では、ハビタブルゾーン内にある地球サイズの惑星を観測するに十分な精度になる。MAROON-Xは運用開始から2年間の間に実際の観測において定常的に1m/sより優れた精度を発揮し、短期的な計器由来のノイズフロアは0.3cm/sのレベルであった。

## 沿革
開発はシカゴ大学が行った。当初はラスカンパナス天文台マゼラン望遠鏡に設置する計画だったが開発中にジェミニ北望遠鏡に変更された。2021年現在はビジター装置 (visitor instrument) として運用されているが、開発チームは将来的な目標として常設化を掲げている。MAROON-Xは研究組織によらず全米の科学コミュニティーからの観測プロポーザルを受け付ける。
MAROON-Xは2019年中頃にシカゴ大学からハワイへ出荷され、現地で組み立てられた後に、6か月間の試運用を行った。2021年3月にはMAROON-Xによる最初の科学的成果として系外惑星グリーゼ486bの発見を伝える研究が『サイエンス』に掲載された。この研究はTESSが検出した惑星候補の質量をMAROON-XとCARMENESの視線速度のデータを用いて測定したものであった。2021年5月には定常的な観測運用を始めている。
MAROON-Xは太陽系外惑星の観測以外の用途にも広く使用され、最初の2年間の間にジェミニ北望遠鏡で2番目に観測要求の多い装置となった。

## 構造
MAROON-Xは光ファイバー導光式の高分解能（高分散）可視光線エシェル分光器である。観測波長は500～920nmで、中晩期の赤色矮星を観測する上で重要な波長700～920nmのスペクトルをカバーできるよう選ばれた。光は装置内でダイクロイックミラーを使って2つの経路に分けられ、それぞれクロス分散された後、別々のCCDイメージセンサ―上に投影され、記録される。短波長側の経路（ブルーアーム）は500-678nmに対応し500-663nmで良好なスペクトルを得られる。長波長側（レッドアーム）は654-920nmに対応する。波長分解能は波長により変わるが、全域で R = 80,000 を上回る。
測定の安定性を高めるため、装置全体は恒温室に収められた上で0.02℃の範囲で温度が管理される。さらに光学系の主要部は真空下に置かれて0.001℃単位で温度管理が行われる。波長の較正にはファブリ・ペロー干渉計を用いる。観測の際はジェミニ北望遠鏡のカセグレン焦点に専用のファイバー・インジェクション・ユニット（FIU）と光ファイバーを介して接続される。また無人運用に対応できるよう設計されている。